# TR-069
TR-069 (скорочення від Technical Report 069) — технічна специфікація, що описує протокол управління абонентським обладнанням через глобальну мережу - CWMP (CPE WAN Management Protocol). Стандарт був опублікований в 2004 році консорціумом DSL Forum, перейменованим пізніше в Broadband Forum. Мета - стандартизація та уніфікація принципів і підходів до управління абонентським устаткуванням різних виробників.
CWMP є протоколом прикладного рівня, який використовує як інструмент передачі інформації SOAP (Service Oriented Protocol) - надбудову над HTTP. Всі дані передаються в форматі XML.
Згідно зі специфікацією, на території провайдера повинен бути розташований сервер автоконфігурації (ACS - Auto Configuration Server), що організує взаємодію з абонентським обладнанням. Такий сервер здійснює обробку запитів від пристроїв і здатний підключати додаткові сервіси. Сесія зв'язку може бути ініційована як з боку CPE, так і з боку ACS.
Для того, щоб було можливе управління пристроєм, воно повинно мати IP-адресу незалежно від типу цього пристрою (Bridge, Router, IP-Phone). Для забезпечення захищеного з'єднання в TR-069 використовується SSL і TLS.
TR-069 підтримує такі функції:
1. Конфігурація. Мова йде як про початкову конфігурацію, так і автоматичну конфігурацію вже працюючого пристрою або внесення змін в налаштування.
2. Управління версіями ПЗ та його оновлення.
3. Аналіз log-файлів, продуктивності та діагностика пристрою.
4. Виконання збережених процедур.

Вибір СРЕ для обслуговування може здійснюватися за різними умовами. Наприклад, конкретний пристрій, залежно від виробника, моделі або версії ПЗ.
Використовувати автоконфігурації можливо при будь-якому способі придбання пристроїв:
- Обладнання надається при підписанні договору.
- Обладнання купується абонентом у вигляді комплекту підключення до мережі оператора.
- Обладнання купується абонентом самостійно і не має попередніх налаштувань на мережу оператора.